# Напад гігантської жінки
«Напад гігантської жінки» (англ.  Attack Of The 50-ft. Woman; інша назва — «Атака 50-футової жінки») — американський фантастичний кінофільм.

## Сюжет
Головна героїня фільму — Ненсі, добра і багата жінка. Її чоловік їй зраджує, вона хоче йому помститися.
Під час подорожі в пустелі Ненсі зустрічає гігантську летючу тарілку, яка спрямовує на Ненсі особливий промінь. Ненсі розповідає про подію, але їй не вірять, а її чоловік хоче, щоб Ненсі визнали божевільною — він сподівається на отримання її багатства в свої руки.
А промінь з летючої тарілки чинить несподіваний вплив на жінку — Ненсі починає рости і в підсумку стає велеткою. Тепер-то вона зможе впоратися зі своїм невірним чоловіком.

## Акторський склад
| Актор         | Роль                         |
| ------------- | ---------------------------- |
| Еллісон Гейс  | Ненсі Фаулер Арчер           |
| Вільям Хадсон | Гаррі Арчер                  |
| Іветт Вікерз  | Ханні Паркер                 |
| Рой Гордон    | доктор Ісаак Кушинг          |
| Джордж Дуглас | шериф Даббіта                |
| Кен Террелл   | Джесс Стаут                  |
| Отто Валдіс   | доктор Генріх фон Лоб        |
| Ейлін Стівенс | медсестра                    |
| Майкл Росс    | бармен Тоні/Космічний Гігант |
| Френк Чейз    | заступник Чарлі              |

## У популярній культурі
- У фільмі 2009 року Монстри проти чужих персонаж Сюзан Мерфі (Гігантика) натхненний саме цим фільмом. Гігантика також має зріст 50 футів, набутий після зіткнення з метеоритом.